# Наречена була в червоному
Наречена була в червоному (англ. The Bride Wore Red) — американська комедійна мелодрама режисера Дороті Арзнер 1937 року. За мотивами комедії Ференца Мольнера.

## Сюжет
За примхою навіженого графа Армалія, співачка з дешевого бару Анна Павлович на два тижні потрапляє у розкішний готель в Тіролі. Під виглядом леді з вищого суспільства. Зачарована розкішшю, Анна вирішує — що б то не стало затриматися в цьому суспільстві більш, ніж на два тижні. Для цього їй треба просто вийти заміж за молодого і багатого Руді Пала. Проте зустріч з простим листоношею Джуліо може перешкодити здійсненню її планів.

## У ролях
- Джоан Кроуфорд — Анна
- Франшо Тоун — Джуліо
- Роберт Янг — Руді Пал
- Біллі Берк — графиня ді Мейна
- Реджинальд Оуен — адмірал Монті
- Лінн Карвер — Мадделена Монті
- Джордж Зукко — граф Армалія
- Мері Філіпс — Марія
- Пол Порказі — Нобілі
- Дікі Мур — Петро
- Френк Пулья — Альберто